# NGC 1136
NGC 1136 est une galaxie spirale barrée située dans la constellation de l'Horloge. NGC 1136 a été découverte par l'astronome britannique John Herschel en 1834.

## Caractéristiques
Sa vitesse par rapport au fond diffus cosmologique est de 5 506 ± 12 km/s, ce qui correspond à une distance de Hubble de 81,2 ± 5,7 Mpc (∼265 millions d'al).
La classe de luminosité de NGC 1136 est I.
NGC 1135 et NGC 1136 forment une paire de galaxies.

## Identification de NGC 1136
Cependant, bien que toutes les sources consultées identifient PGC 10800 comme étant NGC 1135 et PGC 10807 comme étant NGC 1136, le professeur Seligman souligne que la description donnée pour ces deux galaxies par John Herschel est identique et que l'éclat de PGC 10800 est trop faible pour correspondre à ses écrits. Aussi, le professeur Seligman affirme que NGC 1135 et NGC 1136 sont une seule et même galaxie, soit PGC 10807.

## Groupe d'ESO 154-10
La galaxie NGC 1136 fait partie du trio de galaxies d'ESO 154-10. L'autre galaxie du trio est NGC 1031.